# Инцидент в тоннеле на Садовом кольце (1991)
Инцидент в Чайковском тоннеле на Садовом кольце (под Калининским проспектом) 21 августа 1991 года — один из ключевых моментов августовского путча, когда в центре Москвы произошло столкновение защитников Белого дома — сторонников президента России Бориса Ельцина с колонной бронетехники Таманской дивизии, выполнявшей указания военного коменданта Москвы, назначенного ГКЧП.
Инцидент привёл к гибели трёх человек: Дмитрия Комаря, Ильи Кричевского и Владимира Усова. 

## Ход событий

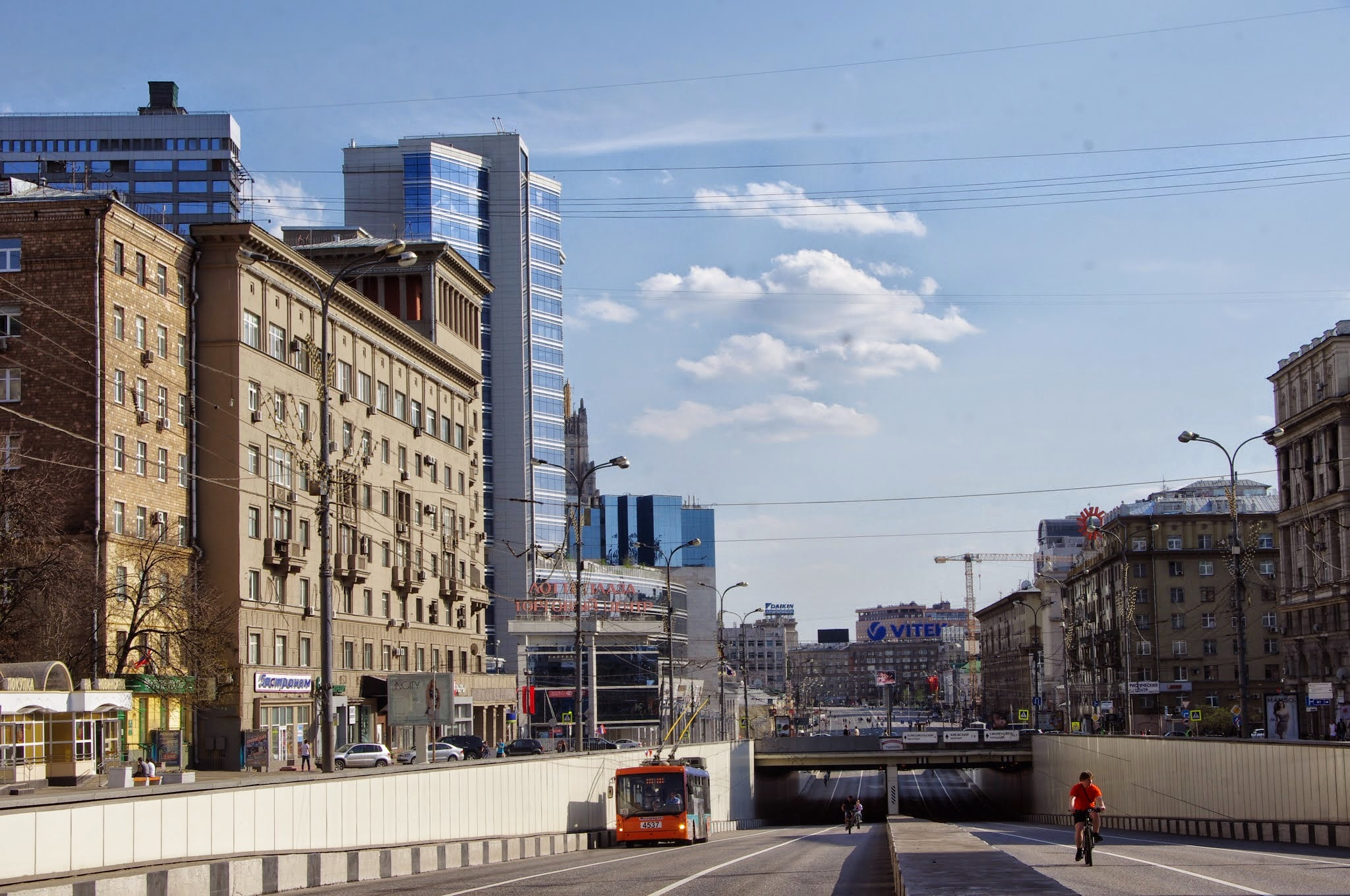
Новоарбатский тоннель (Чайковский тоннель)

Начиная с 23:00 20 августа в Москве действовал комендантский час. Командующий МВО генерал Калинин отдал командиру Таманской дивизии Валерию Марченкову приказ организовать патрулирование, для чего было выделено 76 единиц бронетехники и 760 человек личного состава. В 23:00 моторизованные подразделения Таманской дивизии приступают к патрулированию центра Москвы для обеспечения комендантского часа. В центре Москвы, в том числе и в районе Белого дома, начались передвижения войск. Одна из колонн военной бронетехники (8 БМП — рота 15-го гвардейского мотострелкового полка Таманской дивизии, вошедшей в Москву по приказу ГКЧП), следовала от Белого дома.
На въезде в тоннель под проспектом Калинина (ныне Новый Арбат) на Садовом кольце в районе улицы Чайковского (ныне Новинский бульвар), перекрытом баррикадами, сооруженными сторонниками правительства и президента РСФСР Бориса Ельцина, произошли столкновения военнослужащих с защитниками Белого дома.

## Официальная версия

Карта с названиями улиц 1991 года

Как заявил журналистам генерал-лейтенант Николай Смирнов (военный комендант Москвы с 1988 по 1999 год), военнослужащие, находившиеся в колонне, не имели приказа штурмовать Дом Советов РСФСР. Если бы колонна получила приказ о штурме, то она должна была бы с Садового кольца свернуть направо (Большой Девятинский переулок), а не нырять в тоннель. Колонна перемещалась в соответствии с порядком комендантского часа, объявленного членами ГКЧП и наступившего с 23 часов, и двигалась на Смоленскую площадь с целью проведения дежурства и патрулирования.
Выполняя приказ коменданта г. Москвы о введении комендантского часа в г. Москве, командир в/ч 73881 подполковник Налетов А. Т. отдал письменный приказ N2 от 20.08.1991 года «О реализации приказа командира соединения на введение комендантского часа на территории города», в соответствии с которым командиру 1 мсб предписывалось выставить 11 комендантских постов по Садовому кольцу от площади Маяковского до Смоленской площади. Приказом определён порядок выставления постов, места их размещения, силы и состав постов, порядок действий личного состава поста, порядок применения оружия.
Около 22:30 20.08 батальон под командованием и. о. командира 1 мсб капитана Суровикина С. В. в составе 20 БМП-1 и одного БРДМ-2 начали выдвижение по маршруту аэродром Центральный, Ленинградское шоссе, площадь Маяковского, Смоленская площадь. Выставив несколько постов на маршруте выдвижения, батальон около 00:00 21.08 головой колонны подошёл к перекрёстку Садового кольца с Калининским проспектом, где встретил заграждение из двух рядов автомашин с песком и с обеих сторон улицы толпу возбуждённых людей, которые криками и бросанием камней, железных прутьев, бутылок в личный состав пытались остановить воинскую колонну.
Колонну попытались остановить — их дальнейший проезд по Садовому кольцу был заблокирован сдвинутыми троллейбусами. В момент выезда из тоннеля в БМП полетели камни и бутылки с зажигательной смесью. Находившиеся на броне военнослужащие получили различные ранения: капитан Лапин Евгений Алексеевич — перелом пальца на руке; сержант Асауленко Николай Михайлович, командир БМП № 602 — рассечение левой брови; прапорщик Будетский Валерий Николаевич — ранение в голову (всего в ходе конфликта получили ранения и травмы 6 военнослужащих). Первые 6 машин с капитаном Суровикиным прорвались через баррикаду. 7-ю машину (БМП № 536) толпа блокировала вновь сдвинутыми троллейбусами. На броню вскочили молодые люди и попытались набросить на приборы наблюдения брезент, а затем облили БМП бензином и подожгли её.
При этом погибли трое защитников «Белого дома»: Дмитрий Комарь, Илья Кричевский и Владимир Усов. Комарь, набрасывая брезент на смотровые щели БМП, зацепился за него, и когда машина сделала резкий манёвр, разбил себе голову. Ему шёл 23 год. Усов был убит на 38-м году жизни одним из предупредительных выстрелов, рикошетом от люка БМП. Кричевский был убит в возрасте 28 лет выстрелом в голову при невыясненных обстоятельствах. Они были единственными жертвами путча 1991 года (не считая сторонников ГКЧП Б. К. Пуго, С. Ф. Ахромеева и Н. Е. Кручины, покончивших с жизнью после провала путча).
Корреспондент газеты «Панорама» Валерий Никольский передавал с места событий:

 Около 12 часов ночи к станции метро «Пушкинская» подошли бронемашины 143, 145, 166, а также машины «ЗИЛ» с номерами серии °ГД". По словам офицера, это была армейская часть, но не из ведомства Варенникова (главный командующий сухопутными войсками). В это же время по Тверской прошла колонна бронемашин с номерами 304, 305, 331 и другие на «33». Получив сообщение о горящих троллейбусах, я иду по Тверской до площади Маяковского. Площадь занята автоматчиками и БМП с номерами 641, 511, 510, рядом машина 57-81 БГ. На Садовом кольце стоят машины 50-12 ЦБ, 50-10 ЦЕ, 26-69 ЦЕ. На пл. Восстания боком стоят БМП 512 и 513.
К этому времени на выезде из тоннеля под перекрестком Новоарбатского (быв. Калининского) проспекта и Садового кольца со стороны Смоленской площади уже пылали подожженные троллейбус и БМП, были убитые и раненые. Со стороны площади Восстания к месту трагедии пытались проехать штабная БМП 015 и три танка (один из них — номер 725), но они не были пропущены милицией и пикетчиками.
Еще 8 танков один из присутствующих видел перед этим во дворах по улицам Качалова и Щусева.
В результате переговоров была достигнута договоренность о том, что 8 машин будут отведены к «Белому дому» для его защиты. На вопрос корреспондента АНИ, куда направлялись участвовавшие в столкновении БМП, генерал Смирнов уклончиво ответил, что целью машин не было нападение на ВС РСФСР.
К 5 часам утра 21 августа 8 из 9 машин (кроме горевшей) были переправлены к зданию ВС России для его защиты от возможного нападения.
Вскоре после августовского путча 1991 года все трое погибших защитников Белого дома — Дмитрий Комарь, Илья Кричевский и Владимир Усов посмертно получили звание Героя Советского Союза. В Москве на панихиде на Манежной площади в честь трёх погибших защитников Белого дома и в траурной процессии приняло участие около 300 000 граждан. На траурном митинге выступали Б. Ельцин и другие руководители Российской Федерации, руководители мэрии Москвы, народные депутаты СССР и РСФСР, общественные деятели. Семьи погибших получили единовременно по 250 рублей и автомобиль «Жигули».
Против военных было возбуждено уголовное дело. После четырёх месяцев следствия экипаж БМП-536 был оправдан (также было объявлено об отсутствии вины нападавших на колонну); уголовное дело в отношении командиров и членов экипажей бронетехники было прекращено Постановлением Прокуратуры г. Москвы от 20.12.1991 г. «за отсутствием состава уголовно наказуемого деяния».
Также об инциденте имеется упоминание в воспоминаниях генерал-майора КГБ в отставке В. Н. Величко. Однако автор, не будучи очевидцем инцидента, не приводит ссылок на источник информации об этом событии.

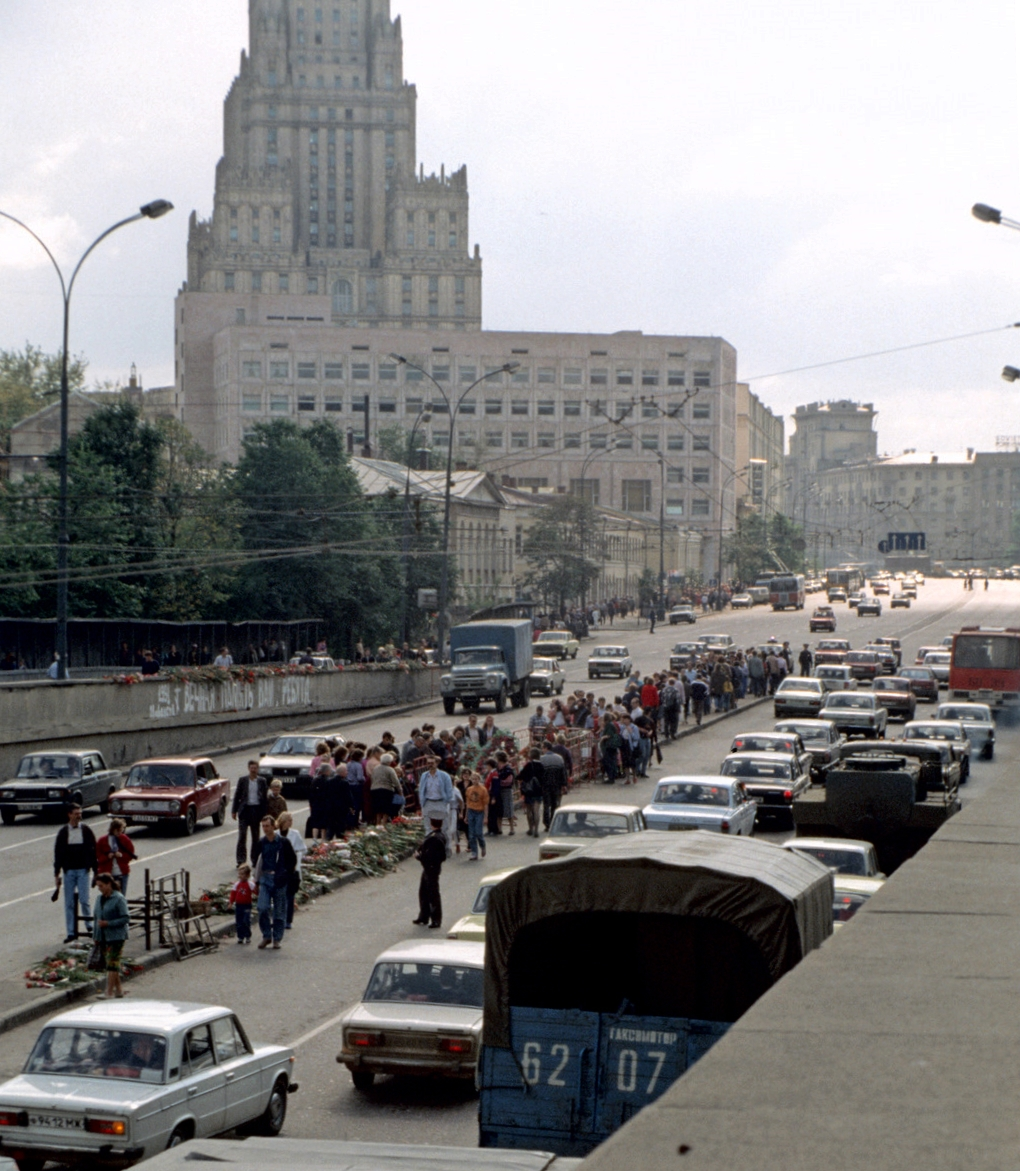
Место инцидента, 25.08.1991

## Версия журналиста газеты «КоммерсантЪ»
Своя версия событий, отличная от официальной, была изложена журналистом журнала «КоммерсантЪ», очевидцем тех событий Михаилом Каменским.
Согласно ей, БМП в тоннеле, «взяв на большой скорости вправо, по касательной проскребла по стене тоннеля и задавила первого из находившихся в тоннеле людей, которые пытались спастись на узких пандусах вдоль стен. Затем из задних люков БМП высунулись двое военных, вооружённых автоматическим оружием, схватили бившегося в агонии человека за ноги и волоком повезли за бронемашиной. Мужчину, который попытался стянуть его с брони, военные ранили автоматной очередью из люка».
Затем «оставшаяся в тоннеле БМП под номером 536 пыталась прорваться, под её гусеницы свалился и погиб, затянутый траком, находившийся на броне ополченец… Другой стоявший рядом мужчина оттолкнул женщину, споткнулся и был расплющен гусеницей, машина подала вперёд и опять назад, расплющив его повторно».

## Похороны погибших

Надгробные памятники на Ваганьковском кладбище Москвы

24 августа 1991 года состоялся траурный митинг и похороны погибших. Многотысячное траурное шествие от Манежной площади до Ваганьковского кладбища по улицам Москвы возглавлял вице-президент РСФСР Александр Руцкой. Президент РСФСР  Борис Ельцин в момент прохождения колонны находился на балконе «Белого дома».
Президент СССР М. С. Горбачёв, также присутствовавший на похоронах, объявил о присвоении погибшим званий Героев Советского Союза. По указу Михаила Горбачёва семьи Комаря, Кричевского и Усова получили единовременно по 250 рублей и от ВАЗа — по автомобилю «Жигули».
Год спустя все трое указом Президента России Б. Н. Ельцина стали первыми награждёнными медалью «Защитнику свободной России» — первой по времени учреждения государственной наградой Российской Федерации.
В июле 2012 года президент России Владимир Путин учредил дополнительную ежемесячную выплату для родственников Комаря, Кричевского и Усова.

## Память

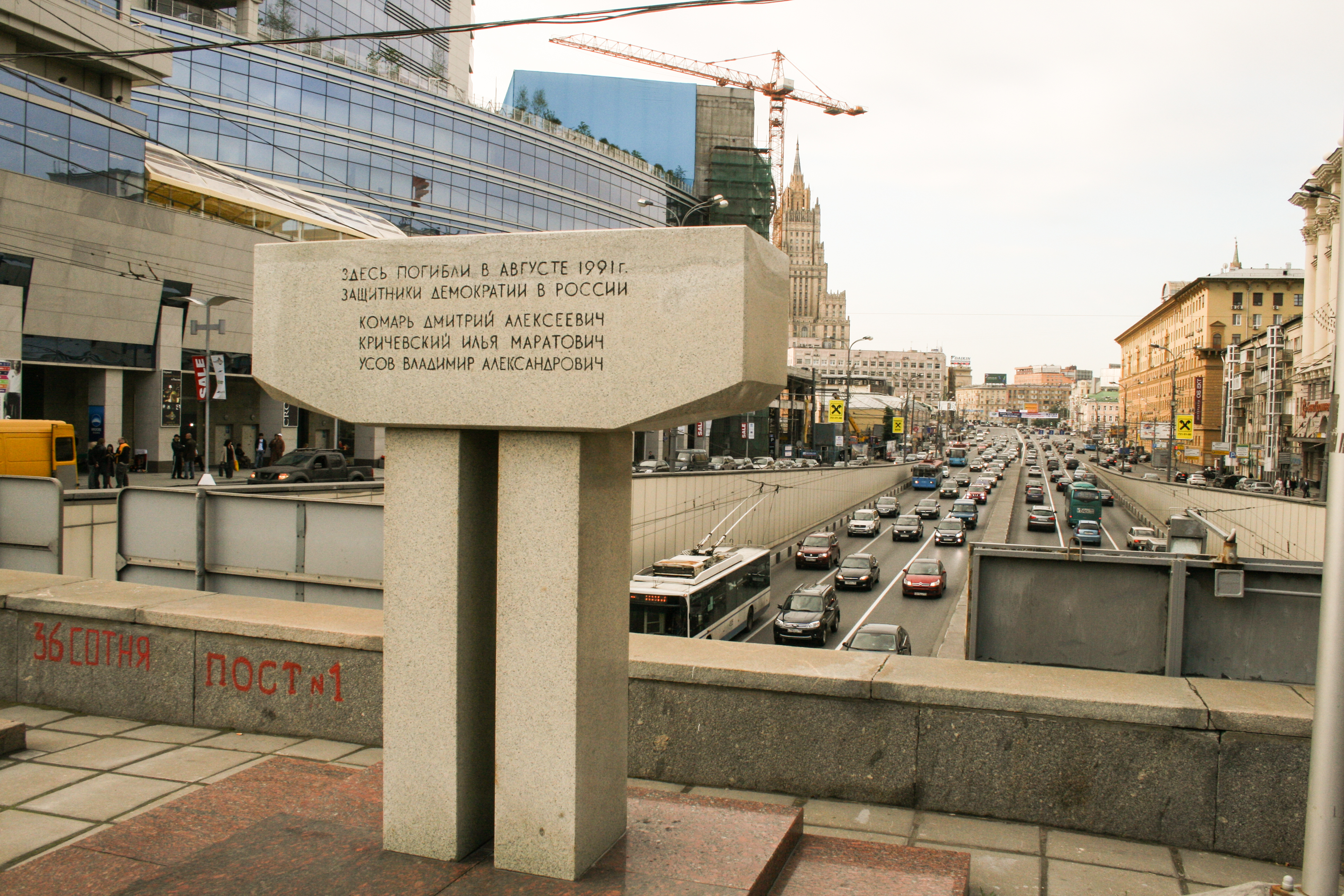
Монумент погибшим защитникам демократии с

Жертвы противостояния ГКЧП на одних из последних почтовых марок СССР
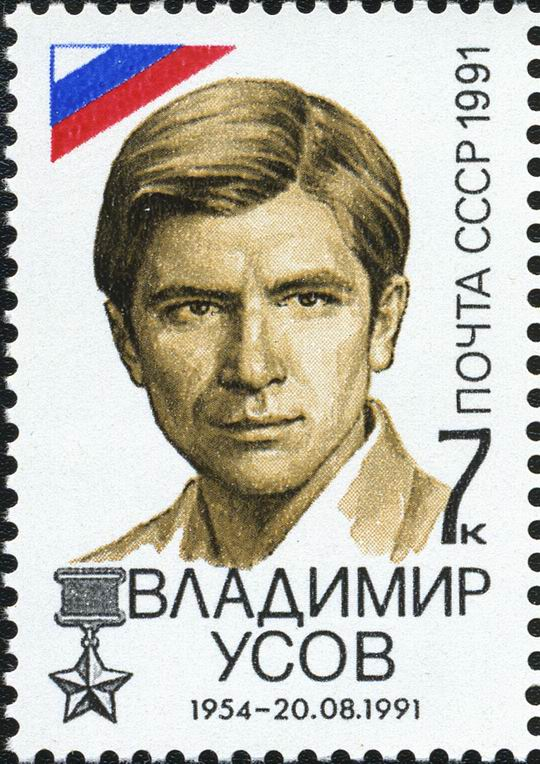
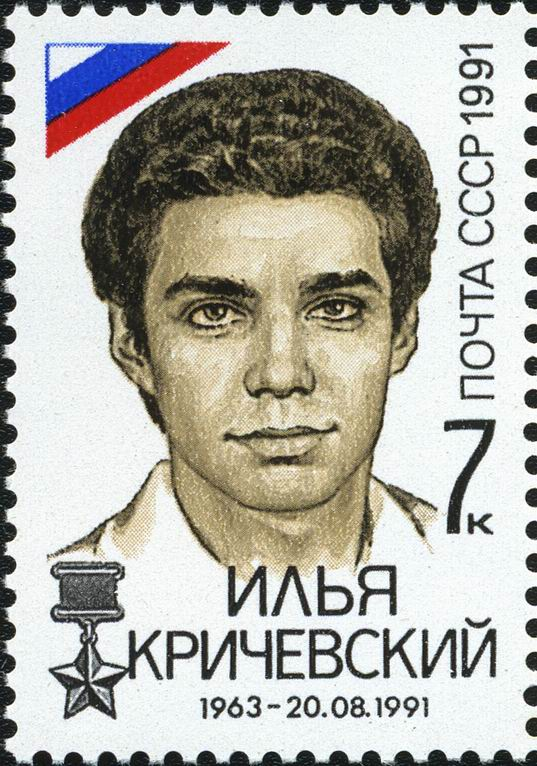
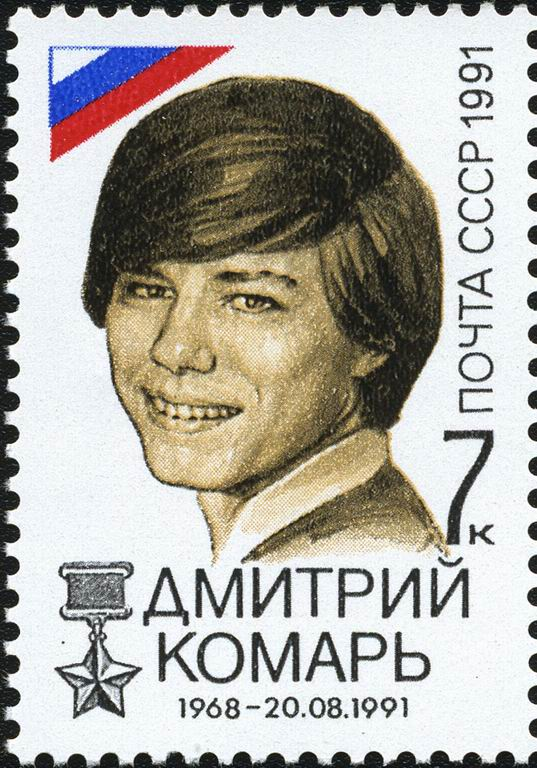

## Значение
Среди множества факторов, которые удержали членов ГКЧП В. Крючкова, Г. Янаева и Д. Язова от попытки провести штурм Белого дома, была, по их собственному признанию, и трагедия на Садовом кольце. Утром 21 августа 1991 года министр обороны маршал Язов отдал приказ о выводе войск из города Москвы.